# Chupacabra

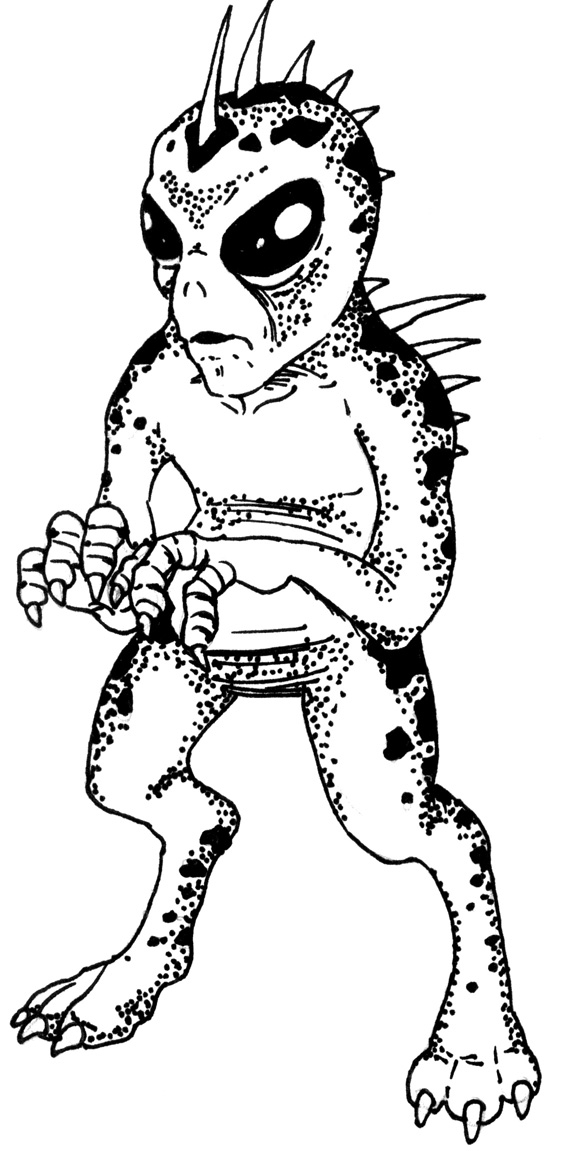
Teckning av en Chupacabra ritad för Wikipedia av User:LeCire.

Chupacabra är en kryptozoologisk varelse som sägs härja i Puerto Rico, men även i delar av Mexiko och USA genom att döda boskapsdjur och dricka deras blod.

## Etymologi
Namnet Chupacabra (spanska) kan grovt översättas med "getsugare". Det är känt som både "chupacabras" och "chupacabra" i både Nord- och Sydamerika, där det förstnämnda förmodligen är det ursprungliga ordet, och det sistnämnda en språkligt mer korrekt beteckning. Namnet kan föregås av bestämd artikeln maskulinum ("el chupacabra"), eller pluralis maskulinum ("los chupacabras"). Termen sägs ha myntats av den puertoricanske tv-stjärnan Silverio Pérez, som avsåg att namnet skulle vara ett skämt.

## Historia
Historien började under 1992 då två puertoricanska nyhetstidningar, El Vocero och El Nuevo Dia, började rapportera om hur ett flertal djur dött - fåglar, hästar och just getter. Det var dock inte första gången - under 1970-talet hade den lilla staden Moca terroriserats av liknande händelser där en främmande varelse, känd som El Vampiro de Moca ("Vampyren i Moca"), dödat boskapsdjur och druckit deras blod. 
Från första början trodde man att det handlade om en satanistisk kult som urskillningslöst dödade djur, men dödandet spreds runt hela ön. Många bönder rapporterade att de hade förlorat delar av sin boskap. Gemensamt för djuren var två små hål i nacken samt avsaknaden av blod, i övrigt var kropparna intakta.
Chupacabra fick en legendarisk status i Mexiko och Puerto Rico. Allt ifrån TV-inslag, kepsar, affischer och kläder med chupacabra-motiv såldes.
Chupacabra-situationen brukar oftast kallas för en masshysteri. Chupacabra har kallats för latinkulturens Bigfoot. Då döda djur hittades och skadorna stämde in på beskrivningen av en så kallad chupacabra-attack så tolkades det också så. Enligt National Geographic var förklaringen helt enkelt att djuren hade dödats av människor eller andra djur. Djurens mystiska blodförlust kunde bero på insekter.
Lokalbefolkningen i vissa sydamerikanska länder tror på en legend om den så kallade "myggmannen", som suger ut blodet på djur med sitt långa rör - en legend som går långt tillbaka i tiden. Vissa säger att "myggmannen" och chupacabra är samma varelse.

## Vittnen
År 2006 hittades ett djur med udda utseende på en ranch utanför den lilla staden Cuero, Texas, och nästan omedelbart började folk koppla ihop det med alla barns skräckmonster chupacabra. Normalt brukar de enda bevis som finns bestå av suddiga fotografier, videofilmer av låg kvalitet eller andra obestämbara bevis. Den här gången hade en ranchägare i södra Texas, Phyllis Canion, hittat ett dött djur och lagt djurets huvud i sin frys, och gav därför forskarna möjlighet att göra en DNA-test. Mike Forstner vid biologiska institutionen vid Texas State University-San Marcos kunde då konstatera att djurets ”DNA-sekvens är en nästan identisk matchning av DNA från en prärievarg (Canis latrans)".
Den 8 augusti 2008, filmade vicesheriffen i  DeWitt County Brandon Riedel, ett oidentifierbart djur längs en landsväg i närheten av Cuero, Texas med sin instrumentpanelkamera. Djuret var stort som en coyote men saknade päls, hade en lång nos, korta främre ben och långa bakben. Reiters chef, Jode Zavesky, anser att det kan vara samma art av prärievargen (coyote) som har identifierats med hjälp av forskare vid Texas State University-San Marcos i november 2007. 

## Varelsen
Beskrivningar av chupacabran varierar, men med vissa gemensamma drag. De brukar vara runt en meter eller högre i längd, och humanoida i formen, aktiva på natten, har långa huggtänder ofta röda av blod, har röda ögon och antingen flyger eller svävar. Tre varianter finns beskrivna:
1. Den första variationen är en ödle-liknande varelse, med läder-aktigt skinn, eventuellt i en gäll grön-grå blandning, med vassa taggar i ryggsektionen. Denna varelse är ungefär 1 - 1,2 meter hög, och står och hoppar som en känguru. Den här variationen har en hund- eller panterliknande nos och ansikte, en ödleliknande tunga, stora huggtänder, och väsnas/tjuter när den blivit upptäckt eller "rädd".
2. Den andra versionen är ett känguruliknande djur eller hund som står på bakfötterna. Den står och hoppar som en känguru, den har hårig kropp med ett gråhårigt ansikte. Ansiktet liknar ett hundansikte, fast munnen ska vara större med betydligt större tänder.
3. Den tredje formen beskrivs som en underlig hundras. Denna har inget eller väldigt lite hår på kroppen, ryggen och ögonen är konstigt formade, och så har den tänder och klor. Det sägs att detta djur är en naturlig blandning av olika vildhundar, fast entusiaster säger att den mer liknar en "ödle-hund".

## Teorier
Man har inte enats om vad en chupacabra är - om det handlar om en art, flera arter eller om det är något helt annat. 
- Beskrivningar av varelsen stämmer in på demoner, som skulle ha setts till i Europa under medeltiden.

- Det finns de som spekulerar om att chupacabras är totalt främmande för jorden och beskriver varelserna som "utomjordiska".

- Vissa tror att varelserna är ett genetiskt experiment som USA har genomfört, och antagligen rymde varelserna eller så släpptes de lösa för ett eller annat syfte.

- En del tror att Chupacabra är en ny ras som kom till på grund av jordbävningar, efter har legat i dvala i underjorden.

- Det kan också vara så att vittnen har misstagit sig på hundar, katter, känguruer, prärievargar och andra djur.